# 施米劳
施米劳是德国石勒苏益格－荷尔斯泰因州的一个市镇。总面积11.55平方公里，总人口567人，其中男性277人，女性290人（2011年12月31日），人口密度49人/平方公里。